# Fraxinisaura
Fraxinisaura is een geslacht van uitgestorven basale lepidosauromorfe reptielen bekend uit het Midden-Trias van Duitsland. De enige benoemde soort is Fraxinisaura rozynekae. Het bezit een langwerpige snuit, unieke kenmerken van de tanden en een darmbeen (bovenste heupbot) dat in vorm tussen dat van Sphenodontia (de tak van lepidosauriërs inclusief de tuatara) en Squamata (de tak inclusief hagedissen) inlag. Gebaseerd op kenmerken van de bovenkaak, wordt het beschouwd als een naaste verwant van Marmoretta uit het Midden-Jura van het Verenigd Koninkrijk, waardoor een spooklijn tussen dat geslacht en andere basale lepidosauromorfen uit het Trias wordt ingevuld.

## Ontdekking
Fossielen van Fraxinisaura zijn alleen teruggevonden in de Schumann-kalksteengroeve bij Vellberg, Duitsland. Stratigrafisch komt het uit de Untere Graue Mergel-laag van de Erfurt-formatie, ook bekend als de Untere Keuper. Deze Neder-Keuper bewaarde een habitat aan het meer van het Ladinien (laat-Midden-Trias). Het holotype van Fraxinisaura is SMNS 91547, een niet in verband liggend gedeeltelijk skelet dat delen van de schedel, wervels, bekken en ledematen omvat. Talloze losse botten zijn aan het taxon toegewezen. Fraxinisaura combineert de Griekse woorden voor hagedis (sauros) en het Latijn voor es (fraxinus). Dit verwijst naar het nabijgelegen dorp Eschenau, wat 'weide van essen' betekent. De soortaanduiding eert Brigette Rozynek, een verzamelaarster die veel fossielen uit de lagere Keuper aan lokale musea schonk. Men heeft ook de geslachtsnaam vrouwelijk gemaakt, hoewel dat niet verplicht is en wel overbodig. Fraxinisaura werd in 2018 beschreven door Rainer R. Schoch en Hans-Dieter Sues.

## Beschrijving
De schedel van volwassenen was waarschijnlijk 2 tot 2,5 centimeter lang, met een lage en langwerpige snuit. Sommige botten zijn vaag gestructureerd, vergelijkbaar met die van kuehneosauriden. Het bovenkaaksbeen heeft een korte opgaande tak en een uniek lang premaxillair uitsteeksel (voorste tak), een toestand die in mindere mate bekend is van Marmoretta. De ruim tweeëntwintig maxillaire tanden zijn ook kenmerkend, conisch, dicht bij elkaar geplaatst en met lengtegroeven aan de spitsen. De tanden zijn enigszins heterodont, waarbij die aan de voorkant van het bovenkaaksbeen meer teruggebogen uiteinden hebben dan die aan de achterkant van de maxilla, of de vier aan de premaxilla. De gepaarde voorhoofdsbeenderen en wandbeenderen aan de bovenkant van de schedel zijn robuuster, platter en niet gefuseerd vergeleken met die van Marmoretta. Er kan een kleine opening zijn geweest op het punt waar de voorhoofdbeenderen en wandbeenderen elkaar ontmoeten. De neusbeenderen aan de bovenkant van de snuit zijn ook langer (van voor naar achter) en smaller (van links naar rechts) dan die van Marmoretta. Zoals bij de meeste vroege lepidosauromorfen, was het achterste uitsteeksel (achterste tak) van het jukbeen erg kort, waardoor het onderste slaapvenster van onderen open bleef. Bewaarde postemporale botten, zoals de postorbitalia en squamosa, waren kleiner en conservatiever van vorm dan die van andere vroege lepidosauromorfen. De achterkant van de parasphenoïde had een klein stukje met tanden, een plesiomorf kenmerk dat bij de meeste Sauria niet aanwezig is. Er zijn ook drie longitudinale rijen kleine tanden op elk pterygoïde bot, evenals een transversale rij (die niet aanwezig is bij Marmoretta). De ectopterygoïde lijkt op die van Sphenodon (de moderne tuatara). Het dentarium heeft een kleine verbreding aan de punt en vormt een 'kin', vergelijkbaar met die van de Sphenodontia. De langwerpige, dicht bij elkaar staande dentaire tanden zijn vergelijkbaar met die van het bovenkaaksbeen. Het gebit is pleurodont, dus met de kaak vergroeid, net als andere basale lepidosauromorfen en hagedissen, maar in tegenstelling tot Sphenodontia.
Wervels zijn vergelijkbaar met die van Marmoretta en kuehneosauriërs, zijn amficoel (hol aan beide uiteinden) en missen een gat voor de notochorda. Het schouderblad en ravenbeksbeen zijn versmolten tot een scapulocoracoïde, terwijl de interclavicula groot, pijlvormig en zwaar gestructureerd was. Net als andere lepidosauromorfen is het opperarmbeen om de lengteas gewrongen, in het midden vernauwd en heeft het een foramen entepicondylare maar geen foramen ectepicondylare, dus geen gat in de beenstijl die leidt naar de buitenste distale gewrichtsknobbel. Het darmbeen heeft een opvallend lang plaatvormig voorblad dat omhoog steekt onder een hoek van vijfenveertig graden, een waarde tussen het horizontale voorblad van hagedissen en het verticale voorblad van Sphenodontia. Sophineta en Gephyrosaurus hebben een soortgelijk in oriëntatie tussenliggend darmbeen. Geborgen achterpootmateriaal lijkt over het algemeen op dat van gegeneraliseerde lepidosauriërs zoals Sphenodon, hoewel het dijbeen iets robuuster is.

## Classificatie
Het materiaal van Fraxinisaura bevat geen quadratum, borstbeen of vijfde middenvoetsbeen, botten die nuttig zijn om te bepalen of een reptiel een lepidosauromorf is of niet. Het heeft echter wel een foramen entepicondylare van het opperarmbeen en een pleurodont gebit, die beide karakteristieke lepidosauromorfe kenmerken zijn. De vorm van het bovenkaaksbeen verbindt het ook met Marmoretta, wat helpt om de kleine spooklijn te vullen die ligt tussen Marmoretta (van het Midden- tot het Laat-Jura) en andere basale lepidosauromorfen (die in het Trias verschenen). Dit classificatieschema werd ondersteund door een fylogenetische analyse met behulp van de datamatrix van Ezcurra et alii (2014). De Fraxinisaura + Marmoretta-clade werd voorlopig beschouwd als dichter bij Sophineta en Rhynchocephalia staand dan bij hagedissen, maar lepidosauromorfe verwantschappen werden grotendeels teruggebracht tot een polytomie na toevoeging van Kuehneosaurus aan de analyse. Het toevoegen van Fraxinisaura aan een andere lepidosauromorfe analyse (Evans en Borsuk-Białynicka (2009)) leidde ook tot een grote polytomie of 'kam'.

Hieronder is een deel van het cladogram geproduceerd door Fraxinisaura (maar niet Kuehneosaurus) toe te voegen aan de analyse van Ezcurra et alii (2014):
|  | Huehuecuetzpalli                                              |
|  |                                                               |
|  | \| \| Dalinghosaurus \| \| \| \| \| \| Chalarodon \| \| \| \| |
|  |                                                               |
|  | Dalinghosaurus                                                |
|  |                                                               |
|  | Chalarodon                                                    |
|  |                                                               |

|  | Dalinghosaurus |
|  |                |
|  | Chalarodon     |
|  |                |

|  | Fraxinisaura |
|  |              |
|  | Marmoretta   |
|  |              |

|  | Sophineta                         |
|  |                                   |
|  | Gephyrosaurus                     |
|  |                                   |
|  | Planocephalosaurus (Sphenodontia) |
|  |                                   |

|  | Fraxinisaura |
|  |              |
|  | Marmoretta   |
|  |              |

|  | Sophineta                         |
|  |                                   |
|  | Gephyrosaurus                     |
|  |                                   |
|  | Planocephalosaurus (Sphenodontia) |
|  |                                   |

|  | Huehuecuetzpalli                                              |
|  |                                                               |
|  | \| \| Dalinghosaurus \| \| \| \| \| \| Chalarodon \| \| \| \| |
|  |                                                               |
|  | Dalinghosaurus                                                |
|  |                                                               |
|  | Chalarodon                                                    |
|  |                                                               |

|  | Dalinghosaurus |
|  |                |
|  | Chalarodon     |
|  |                |

|  | Fraxinisaura |
|  |              |
|  | Marmoretta   |
|  |              |

|  | Sophineta                         |
|  |                                   |
|  | Gephyrosaurus                     |
|  |                                   |
|  | Planocephalosaurus (Sphenodontia) |
|  |                                   |

|  | Fraxinisaura |
|  |              |
|  | Marmoretta   |
|  |              |

|  | Sophineta                         |
|  |                                   |
|  | Gephyrosaurus                     |
|  |                                   |
|  | Planocephalosaurus (Sphenodontia) |
|  |                                   |